# Гранд Дитур (Илиноис)
Гранд Дитур (енгл. Grand Detour) насељено је место без административног статуса у америчкој савезној држави Илиноис.

## Демографија
По попису из 2010. године број становника је 429.
| Група             | 2000.    | 2010.       |
| Белци             | 0 (0,0%) | 394 (91,8%) |
| Афроамериканци    | 0 (0,0%) | 7 (1,6%)    |
| Азијати           | 0 (0,0%) | 3 (0,7%)    |
| Хиспаноамериканци | 0 (0,0%) | 21 (4,9%)   |
| Укупно            | 0        | 429         |